# Torymus arrogans
Torymus arrogans är en stekelart som beskrevs av Carlos Schrottky 1907. Torymus arrogans ingår i släktet Torymus och familjen gallglanssteklar.
Artens utbredningsområde är Paraguay. Inga underarter finns listade i Catalogue of Life.